# Федуловская (Архангельская область)
Федуловская — деревня в Коношском районе Архангельской области. Входит в состав Тавреньгского сельского поселения.

## География
Находится в юго-западной части Архангельской области на расстоянии приблизительно 43 км на восток-юго-восток по прямой от административного центра района поселка Коноша на левобережье речки Тавреньга.

## История
В 1859 году здесь (деревня Вельского уезда Вологодской губернии) было учтено 19 дворов.

## Население
Численность населения: 151 человек (1859 год), 78 (русские 95 %) в 2002 году, 59 в 2010.